# Lapis (revue)
Lapis. Percorsi della riflessione femminile (Chemins de la réflexion féminine) est une revue féministe trimestrielle basée à Milan, publiée de 1987 à 1996 (32 numéros).

## Histoire
Le premier numéro de Lapis parait en novembre 1987. La fondatrice était une théoricienne féministe, Lea Melandri. La revue propose des textes et prises de position sur des questions féministes à partir d’expériences personnelles ou sociales vécues par les femmes pour imaginer des voies alternatives.
L'éditeur du magazine a changé au fil du temps. D'abord Capisole, puis Faenza à partir de juin 1989 éditent la revue. Enfin le magazine est publié par une maison d'édition féministe, La Tartaruga à partir de mars 1993.
Lea Melandri est directrice de Lapis de ses débuts jusqu'à sa fermeture en 1996.
Le magazine ouvre un espace d'écriture pour questionner l'expérience des femmes et, vise à éclairer et tracer les chemins pour devenir  plus autonome par rapport aux modèles intériorisés, aux relations sociales, aux schémas interprétatifs de la société.